# 双鸭山林业局宝山经营所
双鸭山林业局宝山经营所，是中华人民共和国黑龙江省双鸭山市宝山区下辖的一个类似乡级单位。

## 行政区划
下辖以下地区：
双鸭山林业局宝山经营所虚拟社区。